# Ionopsidium savianum
Ionopsidium savianum är en korsblommig växtart som först beskrevs av Théodore Caruel, och fick sitt nu gällande namn av John Ball och Giovanni Arcangeli. Ionopsidium savianum ingår i släktet Ionopsidium och familjen korsblommiga växter. IUCN kategoriserar arten globalt som nära hotad. Inga underarter finns listade i Catalogue of Life.